# Daubhaus
Daubhaus ist ein 551,8 m ü. NHN hoher Berg der Bottenhorner Hochflächen. Er liegt bei Rachelshausen im mittelhessischen Landkreis Marburg-Biedenkopf. Auf ihm liegt die Ringwallanlage Daubhaus.

## Geographie

### Lage
Das Daubhaus erhebt sich im Osten der Bottenhorner Hochflächen im Naturpark Lahn-Dill-Bergland und im Westen des Hessischen Hinterlandes. Sein Gipfel liegt etwa 750 m nördlich von Rachelshausen, einem nordwestlichen Ortsteil von Gladenbach, 2 km südsüdöstlich von Holzhausen und 2 km westlich von Runzhausen. Auf der Ostflanke des Berges entspringt der Strichbach, südöstlich der Hipperbach und südwestlich der Hinterbach. Westlich liegt die Quelle der Dautphe.

### Naturräumliche Zuordnung
Das Daubhaus gehört in der naturräumlichen Haupteinheitengruppe Westerwald (Nr. 32), in der Haupteinheit Gladenbacher Bergland (320) und in der Untereinheit Lahn-Dill-Bergland (320.0) zum Naturraum Bottenhorner Hochflächen (320.01). Seine Landschaft fällt nach Osten in den Naturraum Damshäuser Kuppen (320.10) und nach Süden in den Naturraum Salzbödetal (320.12) ab.

## Ringwallanlage Daubhaus
Auf dem Daubhaus befindet sich eine bisher unerforschte Höhensiedlung, die Ringwallanlage Daubhaus, mit Wällen, Podien und Terrassen mit Langstreifen-Fluren, vermutlich aus der Späthallstatt- oder Frühlatènezeit.
In den gleichen Zeithorizont wird auch der Ringwall Hünstein eingeordnet, der sich auf dem etwa 850 m nordnordöstlich gelegenen Hünstein befindet.

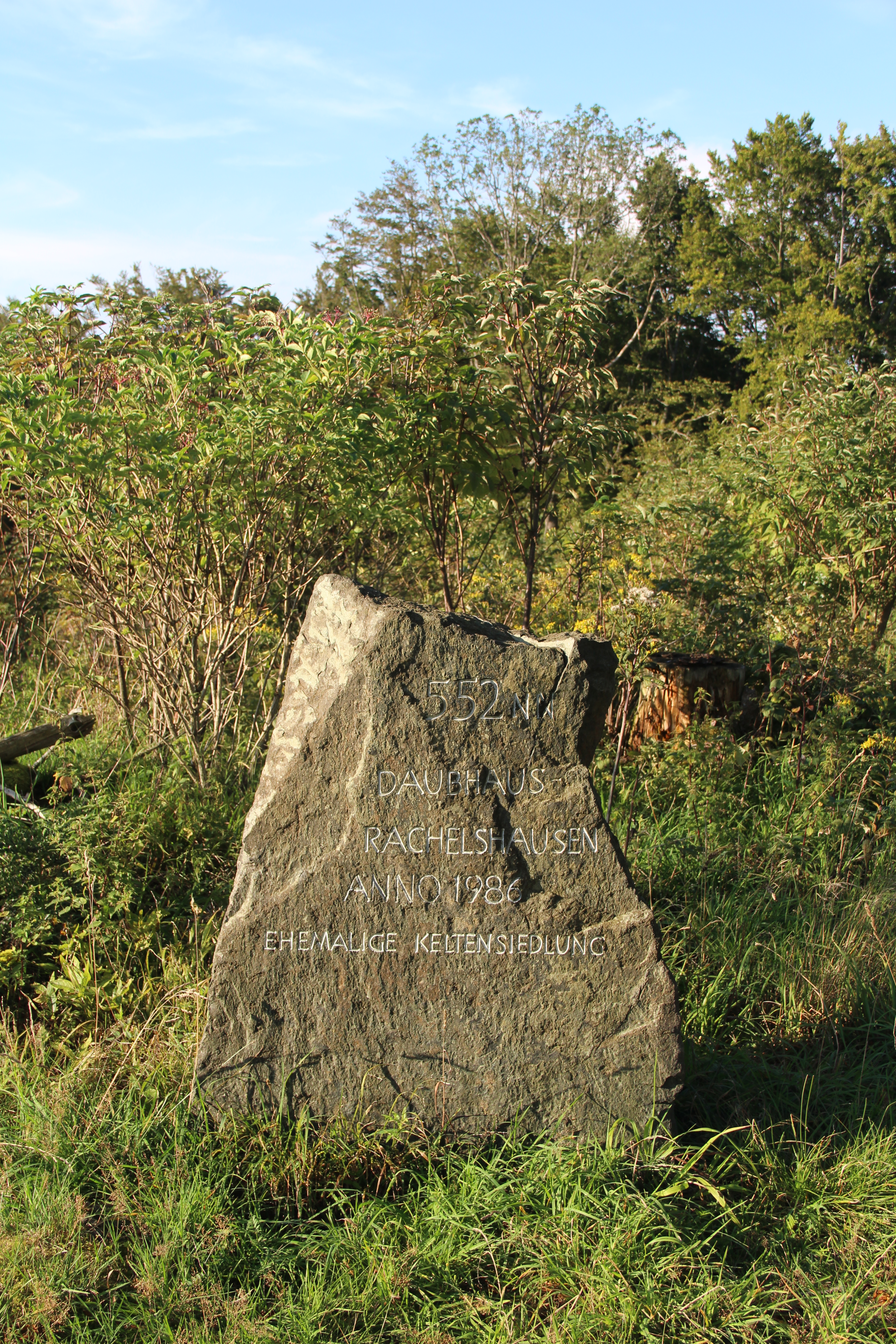
Gedenkstein am Gipfel mit Hinweis auf die vermutliche Keltenanlage
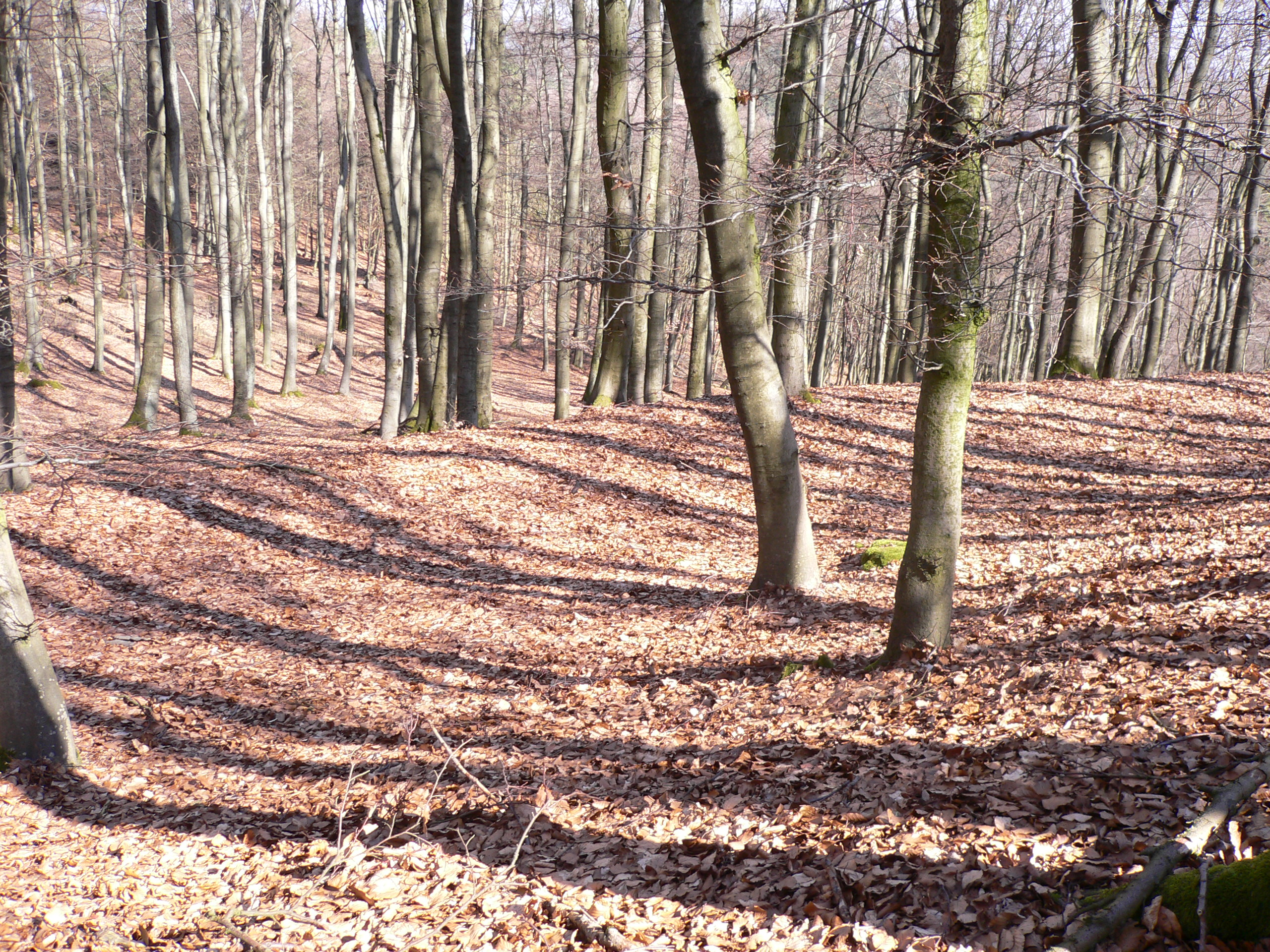
Nordteil der Ringwallanlage
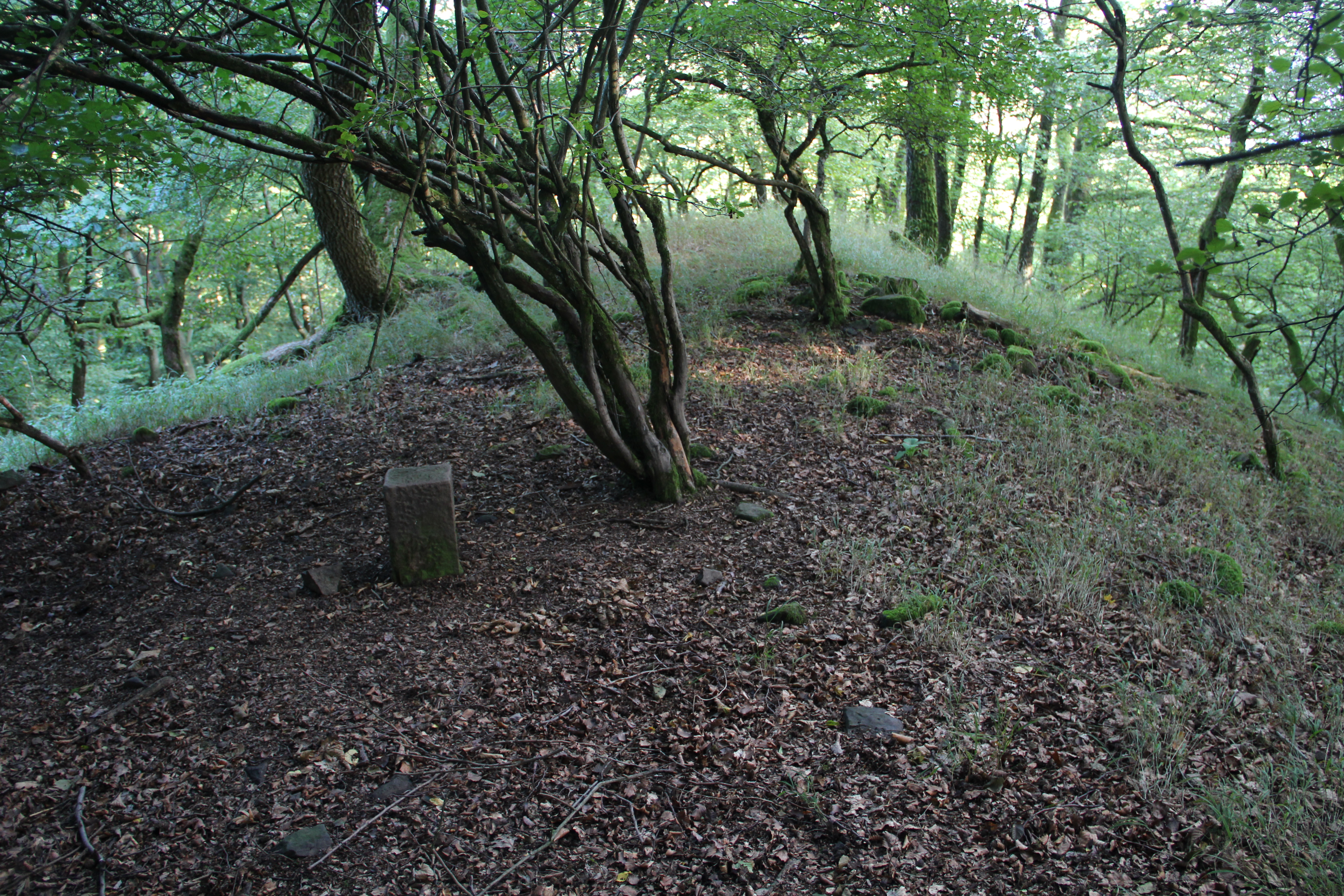
Höchste Stelle innerhalb der Ringwallanlage

## Verkehr und Wandern
Südlich vorbei am Daubhaus führt durch Rachelshausen in West-Ost-Richtung nach Runzhausen die Landesstraße 3288. Zum Beispiel beginnend in Rachelshausen oder am Parkplatz bei der Schutzhütte Runzhausen, die nahe dem Friedhof von Runzhausen etwas abseits der Straße steht, kann der Berg auf zumeist Waldwegen und -pfaden erwandert werden. Über seinen Westhang und durch das südliche liegende Rachelshausen führt der Lahn-Dill-Bergland-Pfad.